# Хайнрих I фон Баден-Хахберг
Хайнрих I фон Баден-Хахберг (на немски: Heinrich I von Baden; * пр. 1190; † 2 юли 1231) заедно с брат си Херман IV фон Баден е управляващ маркграф на Верона и Баден. От 1190 до 1231 г. той е първият маркграф на Баден-Хахберг.

## Живот
Той е вторият син на маркграф Херман IV фон Баден (1135 – 1190) и Берта фон Тюбинген († 24 февруари 1169), дъщеря на пфалцграф Лудвиг от Тюбинген.
През 1212 г. Хайнрих I и брат му Херман V фон Баден разделят Маркграфство Баден. Хайнрих I основава страничната линия Баден-Хахберг на Дом Баден и управлява от замъка Хахберг при Емендинген в Южен Баден в Баден-Вюртемберг.
През 1218 г. император Фридрих II му дава Ландграфство Брайзгау в Баден-Вюртемберг, след смъртта на последния ландграф Бертхолд V от род Церинги.
Хайнрих е погребан в църквата на манастир Тененбах, която е подпомагана от Дом Баден-Хахберг и е направена за тяхно гробно място. Вдовицата му поема от 1231 г. регентството за синовете им.

## Фамилия
Хайнрих I се жени за Агнес фон Урах († сл. януари 1231), дъщеря на граф Егино IV фон Урах „Брадатия“ († 1230) и Агнес фон Церинген († 1239), дъщеря на херцог Бертхолд V фон Церинген. Те имат децата:
- Хайнрих II († 1297/1298), от 1231 маркграф на Баден-Хахберг
- Вернер, каноник в Страсбург
- Херман, маркграф на Хахберг (1232 – 1239)